# Bartley-Gletscher
Der Bartley-Gletscher ist ein Hängegletscher an der Südwand des Wright Valley unmittelbar westlich des Meserve-Gletschers im ostantarktischen Viktorialand.
Das Advisory Committee on Antarctic Names benannte ihn nach Ollie Barrett Bartley (1935–1957), einem Baufahrer der United States Navy, der am 14. Januar 1957 ums Leben kam, nachdem sein Fahrzeug durch das Meereis an der Hut-Point-Halbinsel gebrochen war.